# Contea di Harlan (Kentucky)
La contea di Harlan, in inglese Harlan County, è una contea dello Stato del Kentucky, negli Stati Uniti. La popolazione al censimento del 2000 era di 33 202 abitanti. Il capoluogo di contea è Harlan.